# Margarita Bravo Hollis
Margarita Bravo Hollis (30 de septiembre de 1911-13 de diciembre de 2011) fue una  helmintóloga mexicana. Durante su labor investigadora describió 1 familia, 7 subfamilias, 26 géneros y 105 especies de helmintos. Además recibió la medalla al Mérito Universitario por la Universidad Nacional Autónoma de México.
Ingresó al Instituto de Biología de la Universidad Nacional Autónoma de México (UNAM) en 1932, donde desarrolló su carrera investigadora y se especializó en los monogenos.

## Publicaciones
Algunos de sus trabajos fueron:  
- Bravo-Hollis, M. 1954. Tremátodos de peces marinos de aguas mexicanas. VII. Anales del Instituto de Biología 25: 219–252.
- Bravo-Hollis, M. 1969. Helmintos de peces del Pacífico Mexicano XXVIII. Sobre dos especies del género Floridosentis Ward, 1953, Acantocéfalos de la Familia Neoechinorhynchidae Van Cleave, 1919. Anales del Instituto de Biología, Universidad Nacional Autónoma de México, Serie Zoología 40: 1–14.
- Caballero y Caballero, E., and M. Bravo-Hollis. 1965. Trematoda Rudolphi, 1808 de peces marinos del litoral mexicano del Golfo de México y del Mar Caribe. I. Revista de Biología Tropical 13: 297–301.